# Napier Field
Napier Field är en kommun (town) i Dale County i Alabama. Orten har fått namn efter militären Edward L. Napier. Vid 2010 års folkräkning hade Napier Field 354 invånare.